# Chilicola plebeia
Chilicola plebeia är en biart som beskrevs av Maximilian Spinola 1851. Chilicola plebeia ingår i släktet Chilicola och familjen korttungebin. Inga underarter finns listade i Catalogue of Life.